# Vikdalen

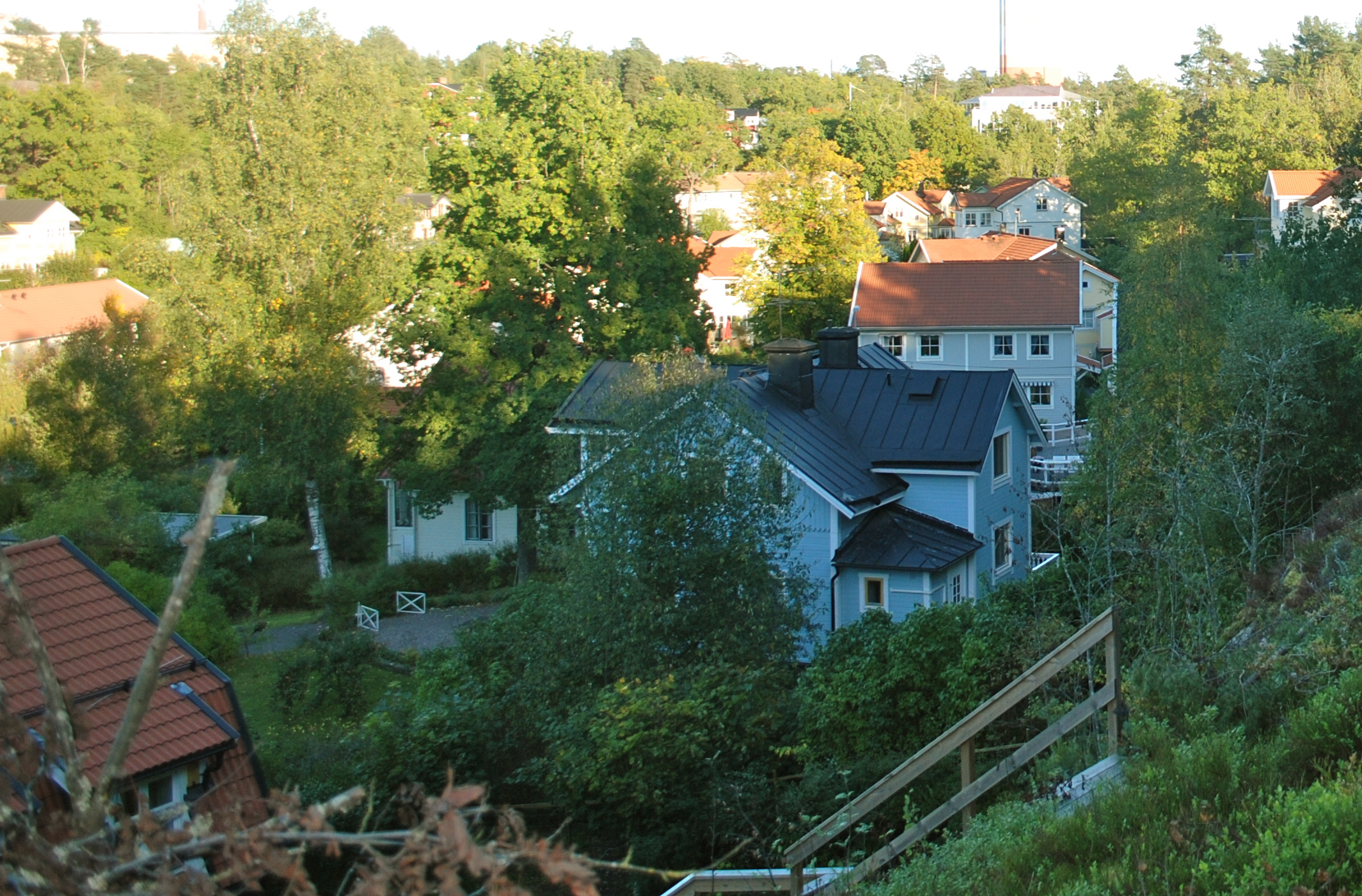
Utsikt över Vikdalen i september 2010.

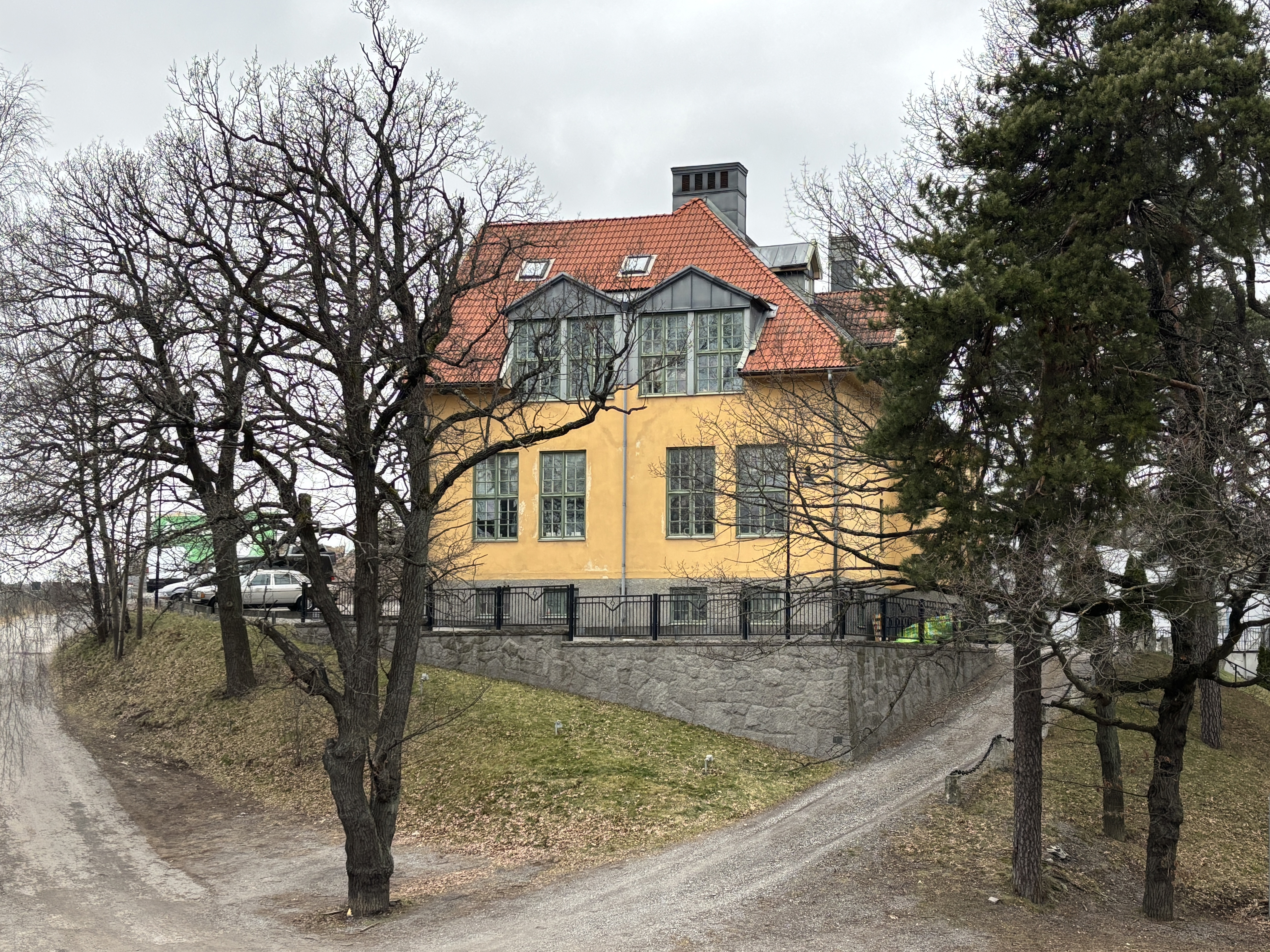
Den gamla folkskolan

Vikdalen är ett bostadsområde i Nacka kommun, sydväst om Nacka strandområdet och norr om Järla och Värmdöleden.
Området styckades av i slutet av 1800-talet från Järla gård och Stockholmsfamiljer byggde sommarvillor i dalen. Till Vikdalen tog man sig med ångbåt från Stockholm. Det var ett sommarnöjesområde. Vid 1900-talets början blev Augustendal industriområde och arbetare från bilmotorfabriken flyttade in i sommarvillorna. Villorna blev arbetarbostäder. 
1913 byggdes Vikdalens folkskola enligt ritningar av arkitekten Gustaf de Frumerie. 1939 öppnade Konsum en butik i villaområdet. Butiken lades ner 1963.
Området saknade länge detaljplan bland annat på grund av arbetet med Värmdöleden. När Värmdöledens dragning beslutades 1965 inleddes ett planeringsarbete för Vikdalen. 1988 fastställde länsstyrelsen planen och ett omfattande förändringsarbete inleddes. Detaljplanen för området föreskriver att ”bebyggelsen utformas på ett sådant sätt att hänsyn tages till områdets egenart eller kulturhistoriska värden”. När nybyggnation startades 1996 så byggdes hus i stil med sekelskiftesvillorna: träpanelfasad, fönsterspröjs, snickarglädje, glasveranda och grusade gångar. 
År 2018 renoverades även områdets park.

## Ytterligare förtätning av Vikdalen
Nacka kommun har också olika planer på att exploatera sydöstra och södra Vikdalen. I sydöstra Vikdalen vill man bygga fyra kvarter bostäder, kontor och en förskola. I södra Vikdalen planerades också för bostads- och kontorsbyggnader. Planerna är ny vilande pga den vikande konjukturen.
Exploateringen är en del av Nacka kommuns planer på att förtäta Sicklaön genom att bygga 11 300 bostäder och 10 000 arbetsplatser till 2035.